# ふたりピノキオ
「ふたりピノキオ」は、𝒉𝒂𝒓𝕞𝕠𝕖の4枚目のシングル。2022年9月7日にポニーキャニオンから発売された。

## 概要
本作のコンセプトは「ピノキオ」。表題曲は中村彼方が作詞を担当し、自分の本当に気持ちをごまかす度、素直になれない女の子の姿を表現した楽曲となっている。カップリング曲は「エレクトリック・スポットライト・ガールズ」の作詞・作曲・編曲はAvec Avec、「ブルー・フェアリー」の作詞はYUC'e、作曲・編曲はNorが担当し、新しいharmoeの魅力を表現した楽曲となっている。
表題曲「ふたりピノキオ」は、テレビアニメ『継母の連れ子が元カノだった』のエンディングテーマとして起用された。
通常盤・初回限定盤・きゃにめ盤の3形態でリリースされ、初回限定盤には特典Blu-rayとフルカラーブックレット、きゃにめ盤には特典Blu-rayとフルカラーブックレットに加えて、AR動画付きアクリルスタンドがそれぞれ付属されている。
特典Blu-rayは初回限定盤ときゃにめ盤共通で、「ふたりピノキオ」のミュージックビデオとメイキング映像、2022年3月12日に開催された「harmoe canvas session III」のライブ映像が全編収録されている。

## 収録内容
| #         | タイトル                                                   | 作詞      | 作曲・編曲   | 時間  |
| --------- | ---------------------------------------------------------- | --------- | ------------ | ----- |
| 1.        | 「ふたりピノキオ」                                         | 中村彼方  | Tomggg、KiWi | 3:42  |
| 2.        | 「エレクトリック・スポットライト・ガールズ」               | Avec Avec | Avec Avec    | 4:53  |
| 3.        | 「ブルー・フェアリー」                                     | YUC'e     | Nor          | 3:20  |
| 4.        | 「ふたりピノキオ」(Instrumental)                           |           |              | 3:42  |
| 5.        | 「エレクトリック・スポットライト・ガールズ」(Instrumental) |           |              | 4:53  |
| 6.        | 「ブルー・フェアリー」(Instrumental)                       |           |              | 3:15  |
| 合計時間: | 合計時間:                                                  | 合計時間: | 合計時間:    | 23:45 |

| #  | タイトル                                                               | 作詞 | 作曲・編曲 |
| -- | ---------------------------------------------------------------------- | ---- | ---------- |
| 1. | 「ふたりピノキオ」(Music Video)                                        |      |            |
| 2. | 「ふたりピノキオ」(Making)                                             |      |            |
| 3. | 「私のヒミツは」(「harmoe canvas session III」 ライブ映像)             |      |            |
| 4. | 「ジターバグ」(「harmoe canvas session III」 ライブ映像)               |      |            |
| 5. | 「いただきバベル」(「harmoe canvas session III」 ライブ映像)           |      |            |
| 6. | 「Jasmine」(「harmoe canvas session III」 ライブ映像)                  |      |            |
| 7. | 「アラビアン・ユートピアン」(「harmoe canvas session III」 ライブ映像) |      |            |
| 8. | 「セピアの虹」(「harmoe canvas session III」 ライブ映像)               |      |            |